# NGC 5989
NGC 5989 (другие обозначения — UGC 9985, MCG 10-22-34, ZWG 297.28, IRAS15405+5954, PGC 55802) — спиральная галактика (Sc) в созвездии Дракон.
Этот объект входит в число перечисленных в оригинальной редакции «Нового общего каталога».